# Aharon Razin
Aharon Razin (hebrejsky: אהרון רזין, narozen 6. dubna 1935 – 26. května 2019) byl izraelský biochemik.

## Biografie
Narodil se v Tel Avivu, ale v dětství se s rodinou přestěhoval do Petach Tikvy. Jeho rodiče emigrovali do mandátní Palestiny v roce 1926. Po studiu na škole v Petach Tikvě vstoupil do izraelské armády a sloužil v jednotce Sajeret Golani. Po povinné vojenské službě studoval fyziku a matematiku na Hebrejské univerzitě v Jeruzalémě. V následném studiu se zabýval genetikou a molekulární biologií. V roce 1967 získal doktorát a v letech 1968 až 1970 studoval na California Institute of Technology. Po návratu do Izraele působil na Lékařské fakultě Hebrejské univerzity.

## Ocenění
V roce 2004 mu byla udělena Izraelská cena za biochemii. Ta je udílena od roku 1953 a patří mezi nejvyšší izraelská státní vyznamenání. V roce 2008 získal společně s Howardem Cedarem Wolfovu cenu za lékařství, a to „za (jejich) zásadní přispění k porozumění role metylace DNA při kontrole genové exprese.“